# The Informer (film, 1929)
Pour les articles homonymes, voir The Informer.
The Informer (en français, Le Dénonciateur) est un film britannique muet en noir et blanc, réalisé par Arthur Robison, sorti en 1929. 
Le film est sombre. Il est tiré du roman éponyme (The Informer, 1925) du romancier irlandais Liam O'Flaherty. Le film est discret sur les références politiques du texte original. Tourné à l'extrême fin du muet, il sera repris en 1935 dans une version sonore, où les deux acteurs principaux, Lya De Putti et Lars Hanson seront doublés.
En dépit de certains plans séquences tirant en longueur, soulignant à l'excès la perplexité ou la terreur d'un personnage, le film affirme son rythme dans une construction dramatique très serrée. On peut sourire aujourd'hui de certaines naïvetés ou maladresses, mais l'aspect plastique du film (belle utilisation des gros plans, notamment sur les visages, nocturnes, scènes de rue...) triomphe aisément de la banalité. On pourrait tenter des comparaisons avec Alfred Hitchcock, avec Jean Renoir... et même avec Robert Bresson !

## Synopsis
Durant la guerre d'indépendance irlandaise (1922), un détachement de l'Armée républicaine irlandaise (« Le parti » dans le film) est attaqué par une milice d'opposants. Echange de coups de feu, au cours duquel Francis McPhillip tue par mégarde le chef de la police britannique. Callaghan, le chef du détachement, lui ordonne de se cacher aussitôt dans les collines, puis de fuir en Amérique grâce à l'argent qu'il lui remet. Mais Francis commet l'erreur de vouloir faire d'abord ses adieux à son amie Katie, autour de laquelle tourne Gypso Nolan, un proscrit de l'IRA...

## Fiche technique
- Titre original : The Informer
- Titre français : Le Dénonciateur
- Réalisation : Arthur Robison
- Scénario : Benn W. Levy, d'après le roman de Liam O'Flaherty
- Production : British International Pictures (BIP)
- Pays de production :  Royaume-Uni
- Format : Noir et blanc
- Genre : Drame
- Durée : 83 minutes
- Date de sortie : Royaume-Uni : 17 octobre 1929

## Distribution
- Lya De Putti
- Lars Hanson
- Warwick Ward
- Carl Harbord
- Dennis Wyndham
- Janice Adair
- Daisy Campbell
- Craighall Sherry
- Ellen Pollock
- Johnny Butt